# ال قرمز
آل قرمز یا شفت (نام علمی: Cornus sanguinea) نام یک گونه از سرده زغال‌اخته است. نام‌های دیگر این گونه عبارتند از چَپ‌چَپی، درخت راهن، و درخت سرخک.
آل قرمز یکی از سه گونه آل در جنگل‌های ارسباران است.